# Mezquita del jeque Lotf Allah
La mezquita del jeque Lotf Allah o el oratorio del Shah (jeque Lotf-o-llah de Masjed-e, en persa o مسجدشيخلطفالّله), es una de las mejores obras de la cultura iraní, fue construida cuando aún prevalecía la dinastía safávida. Está situada en el lado este de la plaza de Naghsh-i Jahan en Isfahán, Irán.
Es una mezquita alta construida en siglo XVII (1615) por las órdenes de Shah Abbas I, bajo reinado de los safavides. Está sobre la primera mezquita erigida en esta ciudad por los safavides, antes de la mezquita del Shah. Su construcción duró un largo plazo de tiempo, dieciséis años según fuentes, y dos fechas se colocan en la decoración: 1616 en la bóveda y 1618 en el mihrab. El arquitecto (Mimar) del edificio fue Muhammad Reza ibn Ustad Hosein Banna Isfahani´ y el calígrafo Ali Riza-i Abbassi, ellos acabaron de contruirla en el año 1618. Es necesario distinguir del pintor, del calígrafo y del proyectista famosos Riza Abbasi activo al mismo tiempo.

## Planta
La planta de la mezquita del jeque Lutfallah es algo complicada. Consiste en un cuarto del rezo enteramente bajo una bóveda que se alcanza por un pasillo oscuro largo del bafle que conduce a una puerta grande. La ausencia del patioes muy notable porque es excepcional. Su otra característica es la ausencia del minarete, inútil puesto que solamente la familia real podía acceder a la mezquita.

## Decoración
La decoración de esta mezquita pequeña, que realmente fue utilizada como oratorio para el soberano más que de lugar del rezo público, se realizó bordeando de cerámica los puntos más bajos y de mármol amarillo los superiores. En la mezquita, es el azul que domina, con las adiciones de verde, amarillo, rojo y turquesa, pero afuera, en la bóveda, una observa el uso de una plataforma muy particular, con un predominio del amarillo que existe solamente en este edificio en este período y podría quizás recordar la bóveda de la tumba de Ismail I a Ardabil. 
La decoración interior de la cúpula es notable por el uso de la luz que viene del exterior, que refleja en la cúpula y remonta la cola del emblema real de los persas, pero que figuran como cualquier otro animal u hombre y que fue prohibido en una mezquita.

Exterior
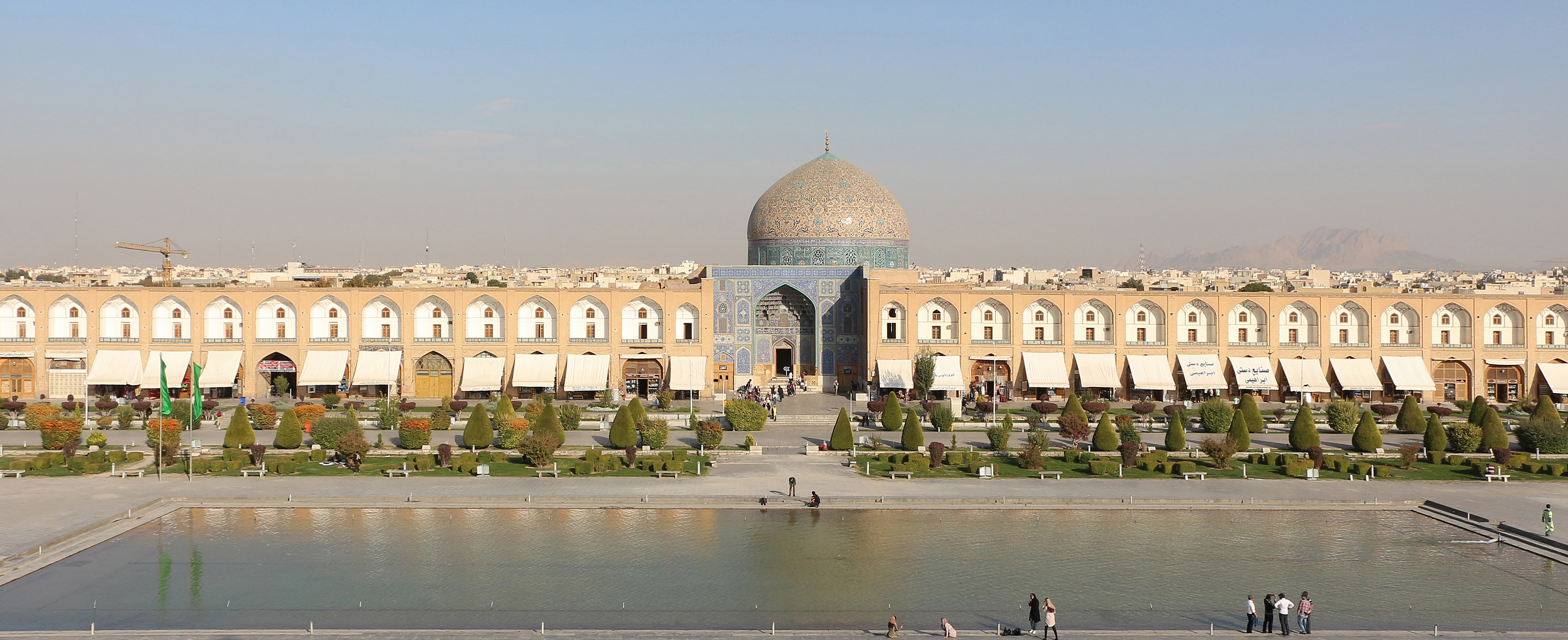
Vista frontal como se ve desde la balconada del palacio de Ali Qapu
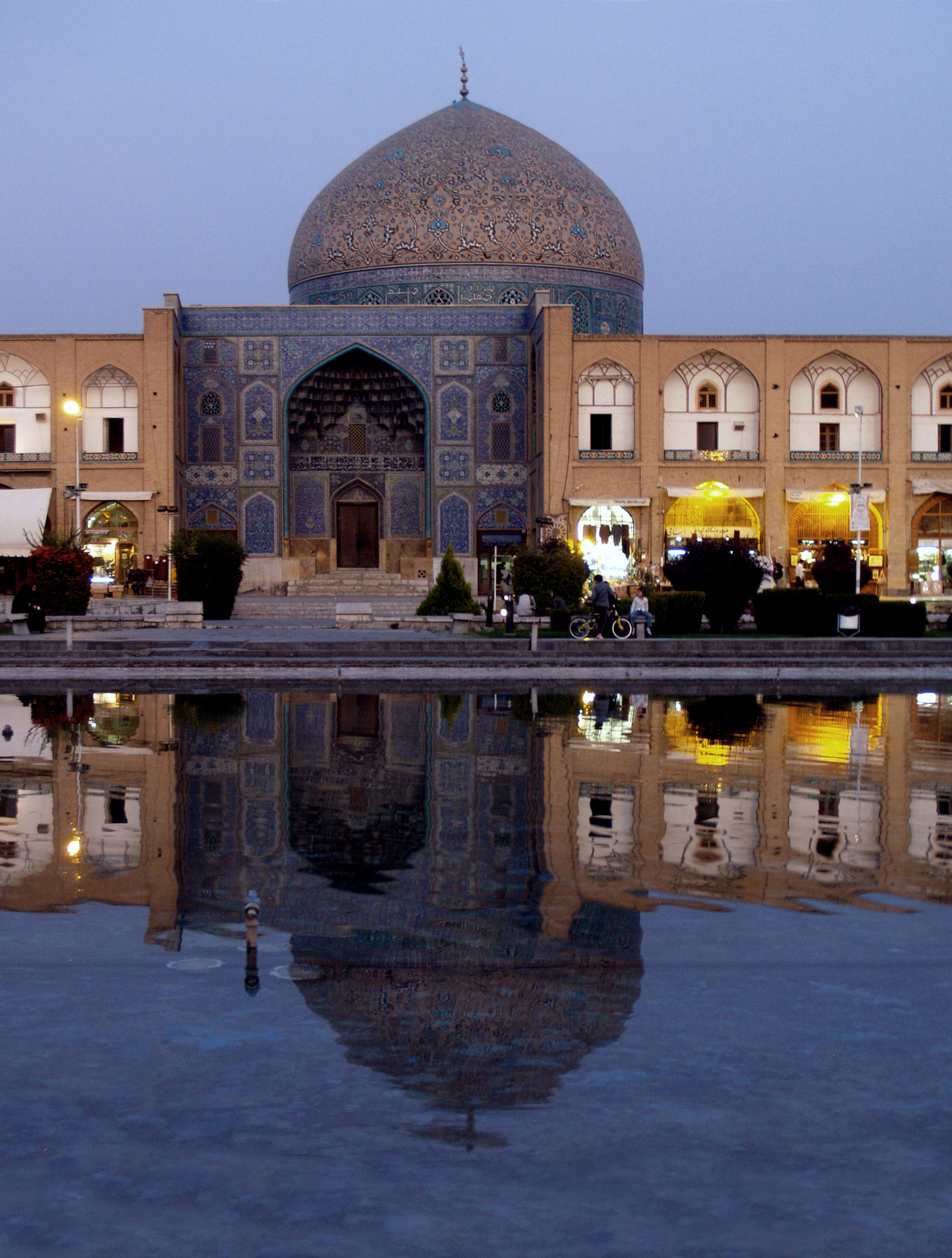
La cúpula no se encuentra directamente detrás de la entrada, sino que se desplaza hacia el sur.
patio de la mezquita

Interior
Vista interior
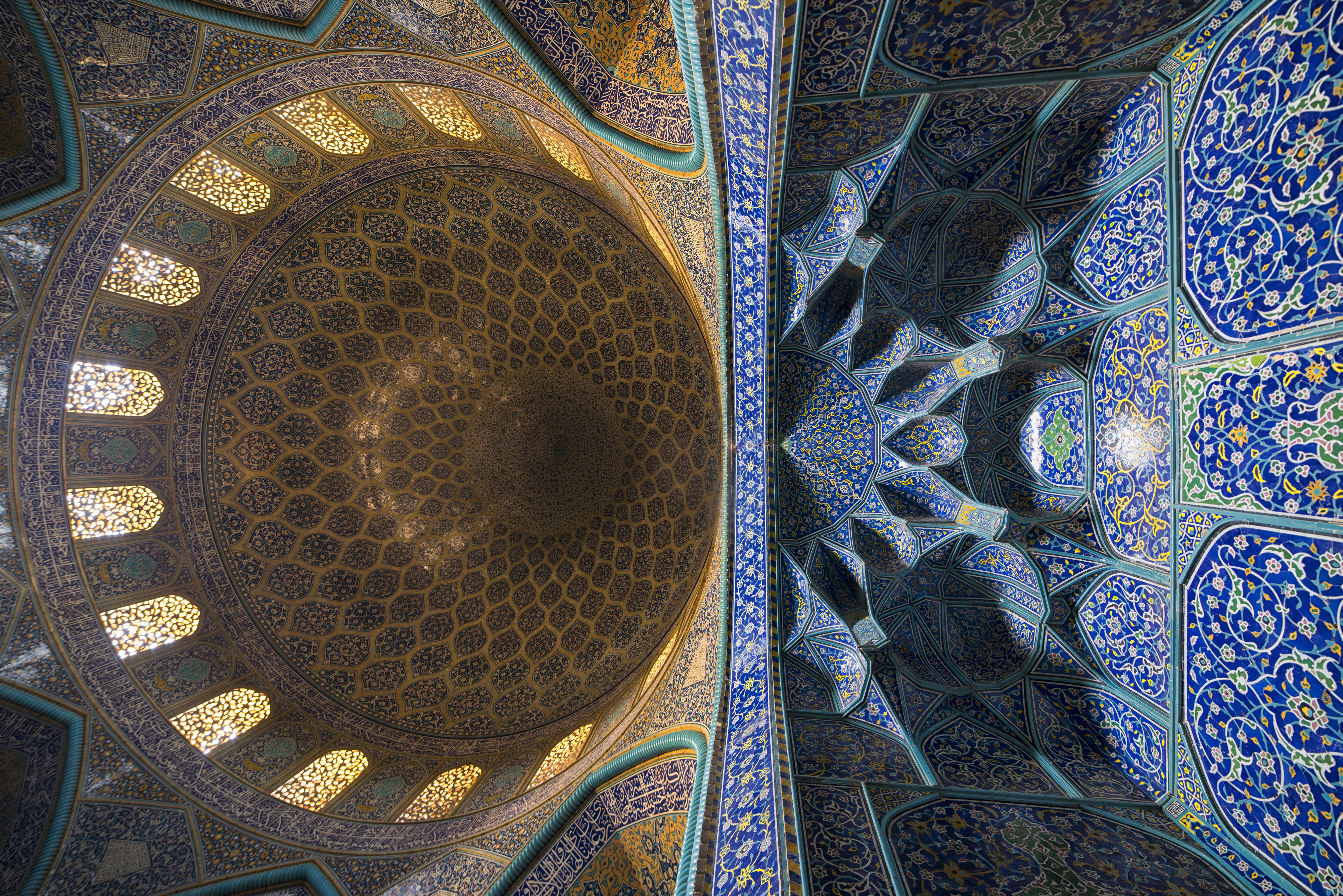
Techos interiores (foto ganadora de Wiki Loves Monuments 2018)
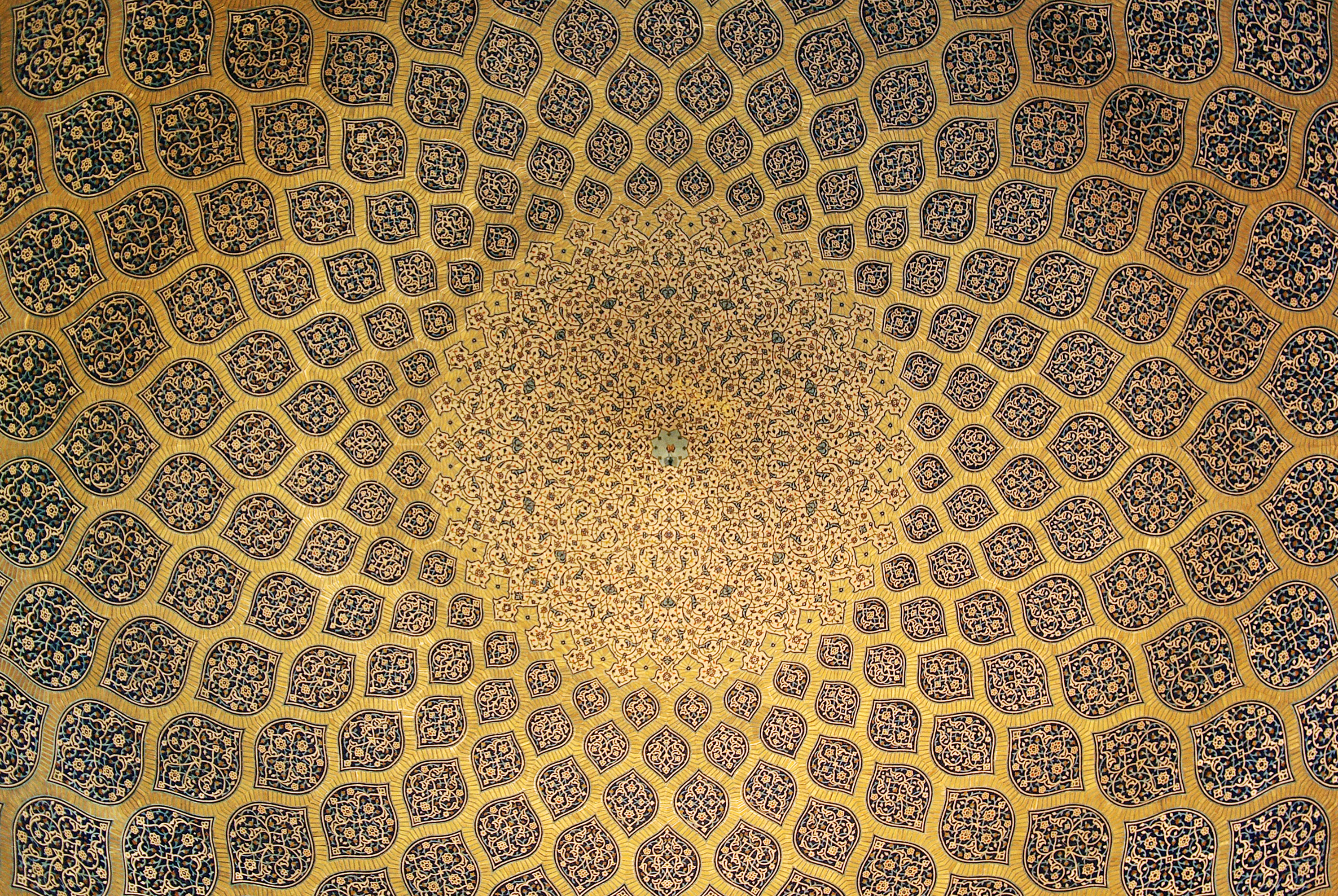
La decoración conduce la mirada al centro, a medida que los anillos de las bandas ornamentadaes llenos de patrones arabescos se hacen cada vez más pequeños.
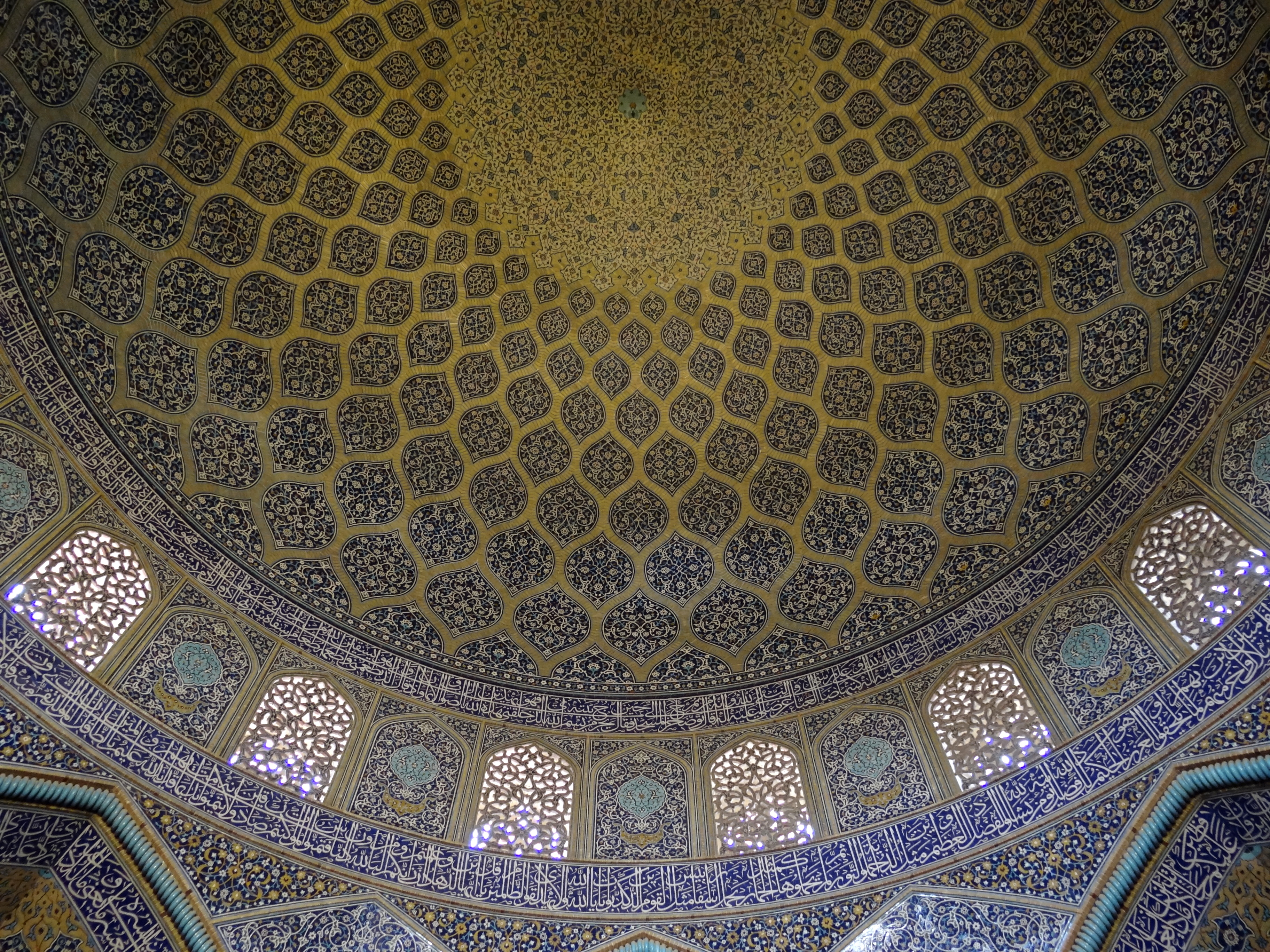
Cúpula de la mezquita

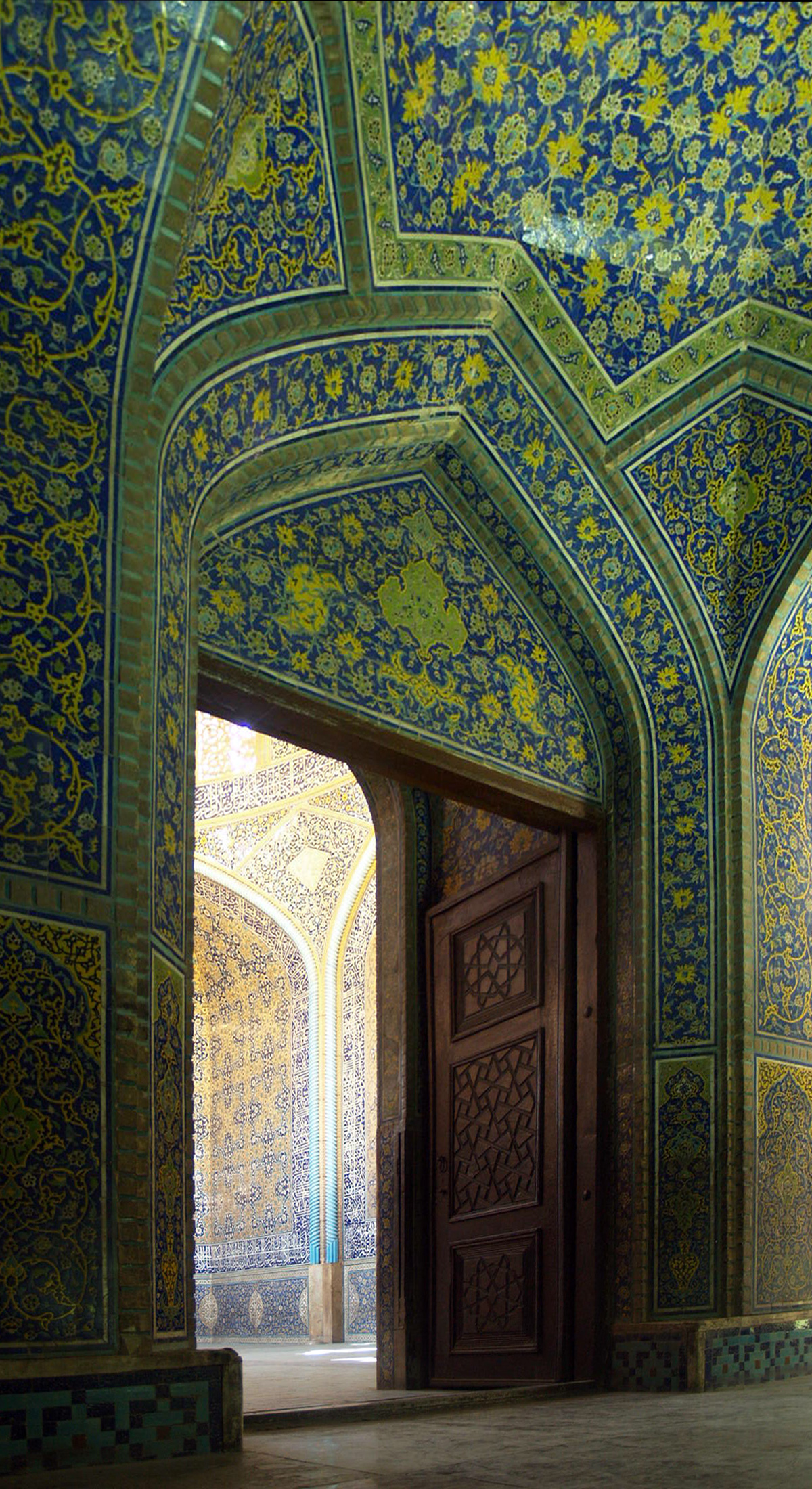
Puerta de entrada que conduce desde el vestíbulo en forma de L a la mezquita.
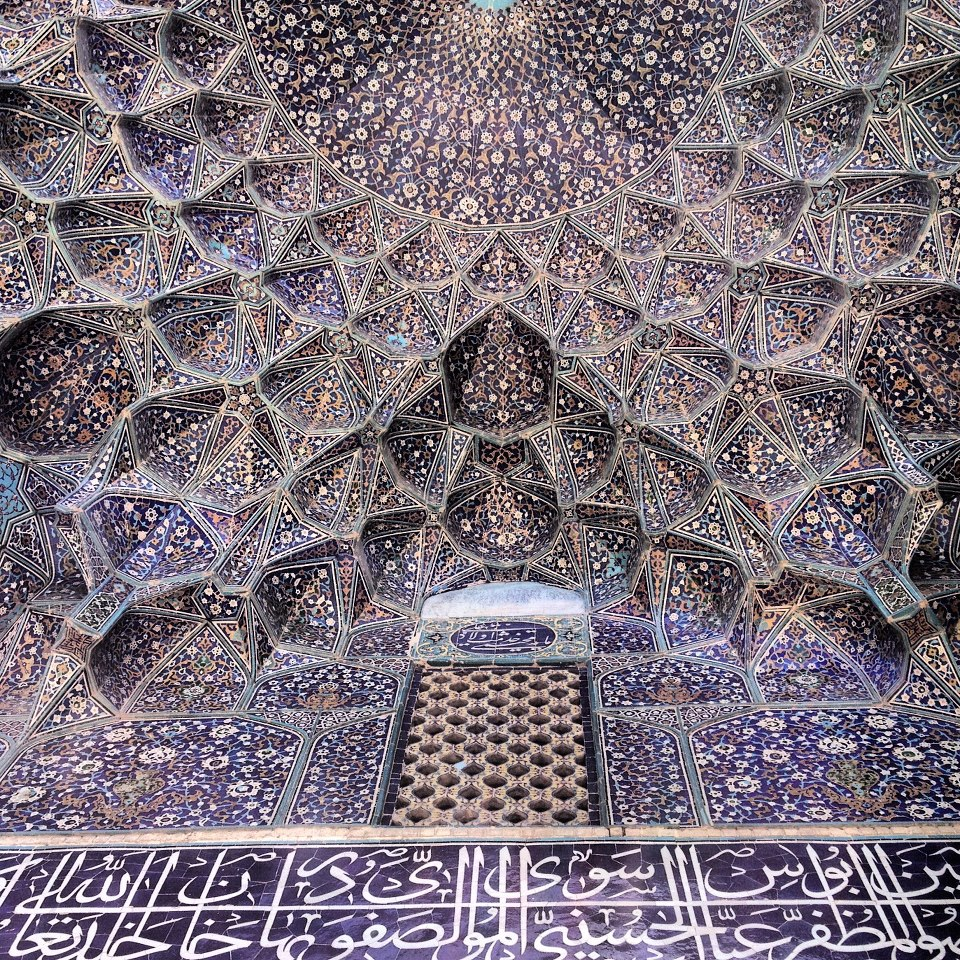
Puerta de entrada a la mezquita
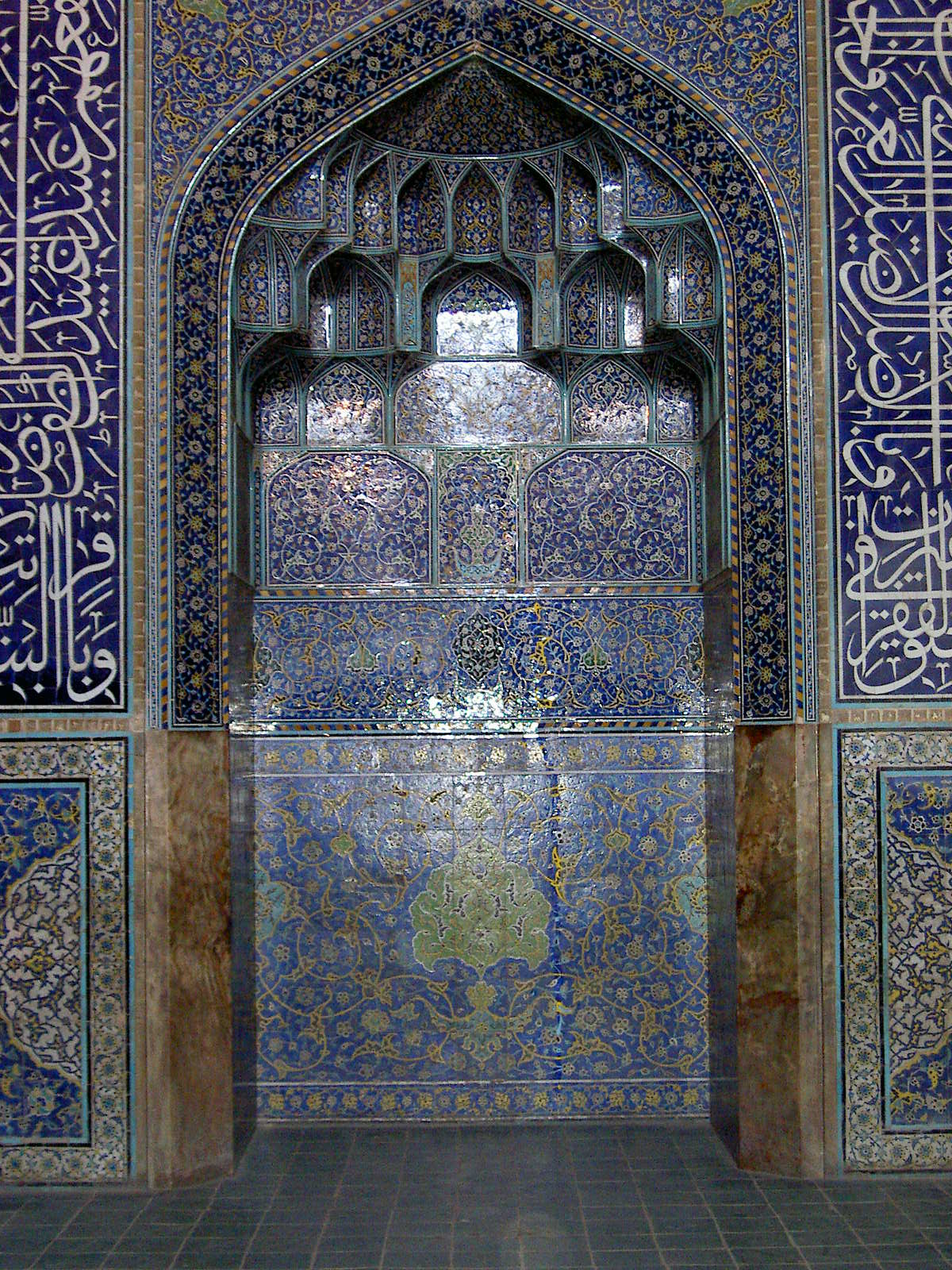
Mihrab
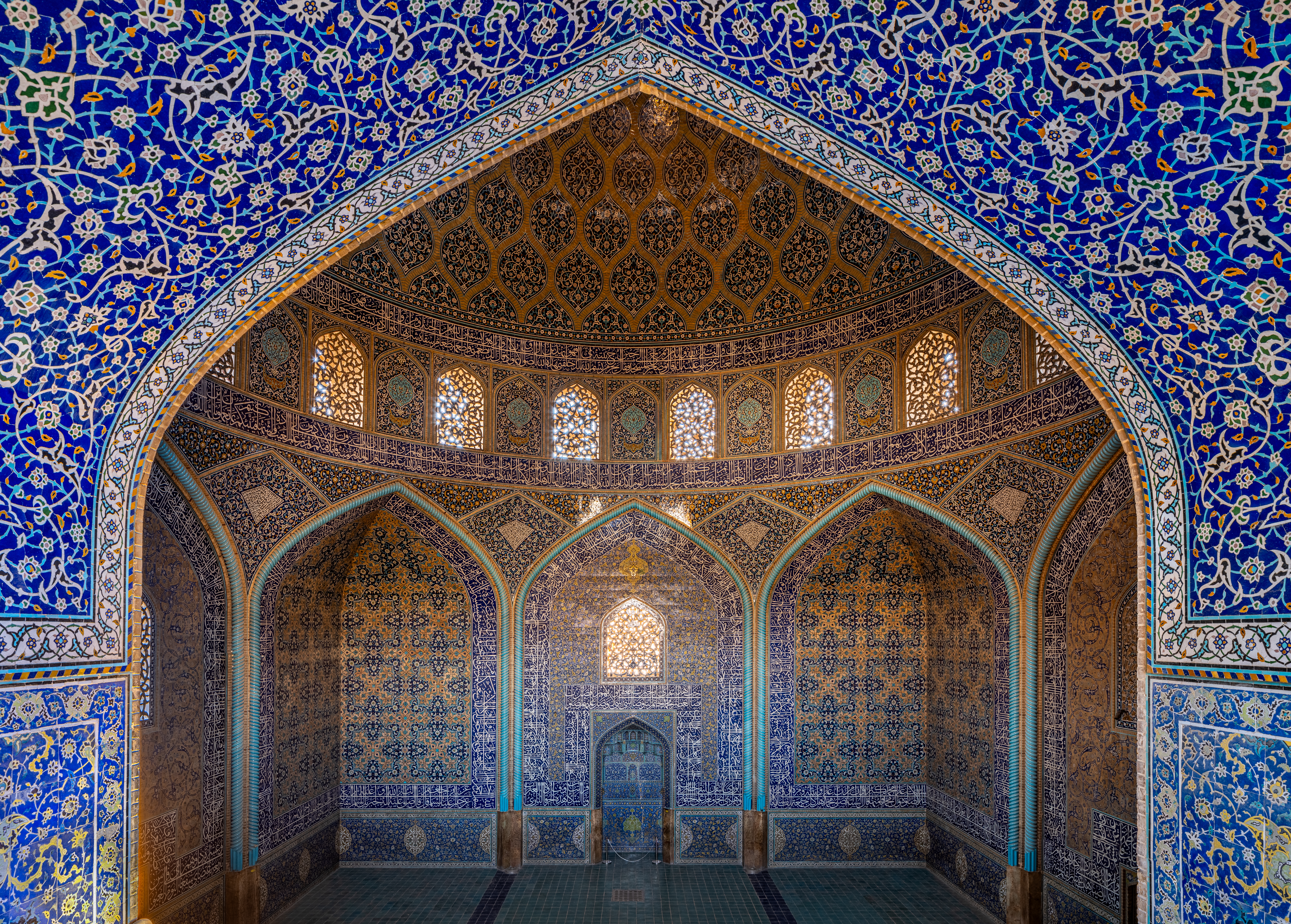
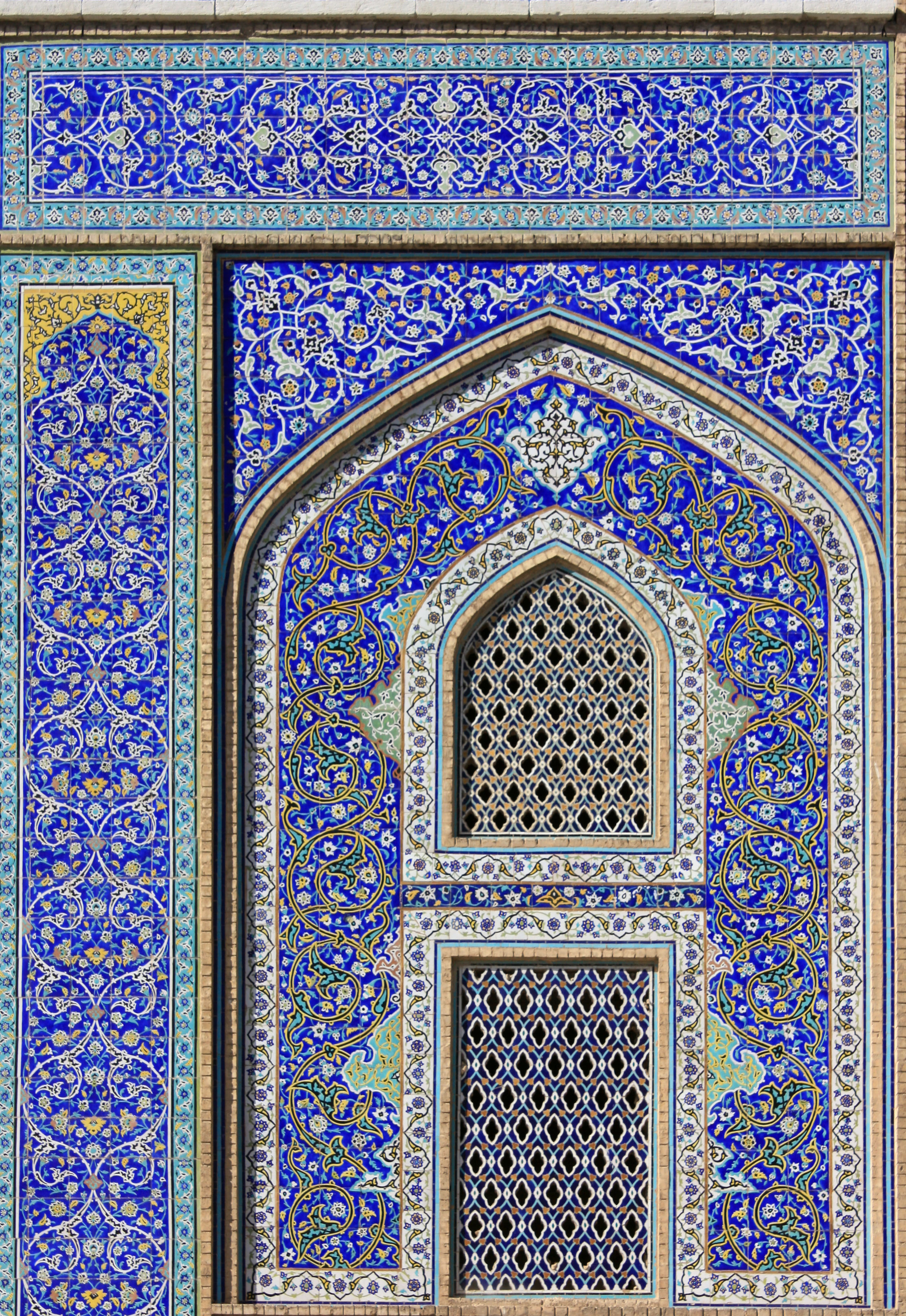
Azulejos
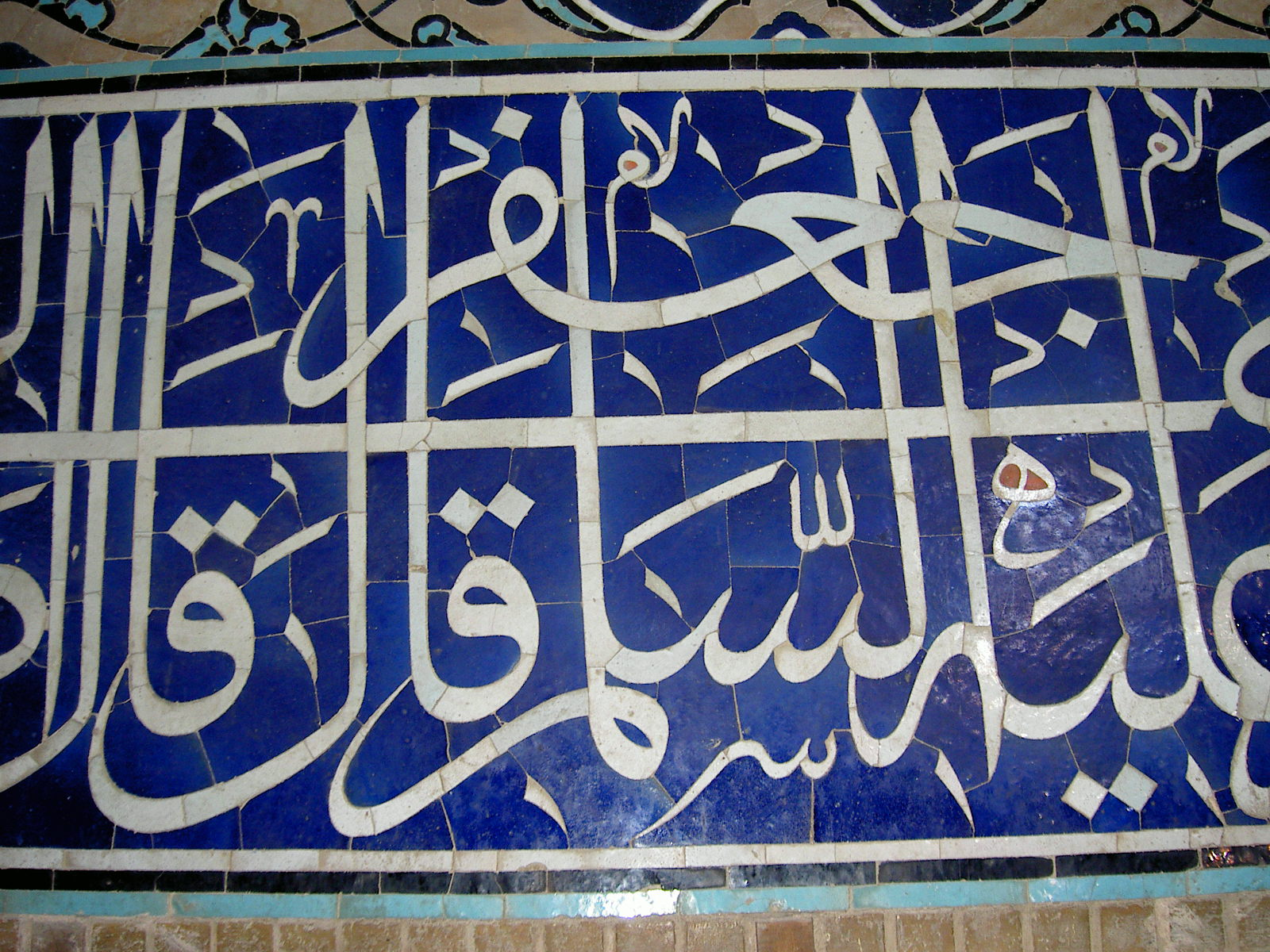
Las inscripciones de la cúpula están escritas por el famoso calígrafo  Ali Reza Abbasi, en estilos thuluth y nasta'liq.